# Sext Tici
Sext Tici (llatí: Sextus Titius) va ser un magistrat romà del segle i aC. Formava part de la gens Tícia, una gens romana d'origen plebeu.
Va ser tribú de la plebs l'any 99 aC amb idees sedicioses, ja que va intentar seguir el camí d'Apuleu Saturní i Glàucia que havien mort l'any anterior (100 aC). Se li va oposar Marc Antoni l'orador que era llavors cònsol. Després el van condemnar per tenir a casa seva una estàtua de Saturní.
Ciceró diu que era bon orador, que parlava amb fluïdesa i era agut, però tan extravagant en els seus gestos que fins i tot es va anomenar tícia una dansa perquè imitava la seva gesticulació.